# Woman (1918)
Woman is een Amerikaanse dramafilm uit 1918 onder regie van Maurice Tourneur.

## Verhaal
De prent bestaat uit meerdere korte segmenten waarin telkens de veranderende positie van de vrouw in de geschiedenis wordt belicht. De film begint met het verhaal van Adam en Eva en sluit af met het verhaal van de geliefde van een soldaat aan het front tijdens de Eerste Wereldoorlog.

## Rolverdeling
| Acteur            | Personage |
| ----------------- | --------- |
| Warren Cook       | Man       |
| Florence Billings | Vrouw     |
| Ethel Hallor      | Eva       |
| Henry West        | Adam      |
| Flora Revalles    | Messalina |
| Paul Clerget      | Claudius  |
| Diana Allen       | Héloïse   |
| E.L. Fernandez    | Abélard   |
| Gloria Goodwin    | Cyrene    |
| Chester Barnett   | Visser    |
| Faire Binney      | Meisje    |
| Warner Richmond   | Officier  |
| Lyn Donelson      |           |
| Rose Rolanda      |           |
| Frank Lackteen    |           |